# Начала (ангельский чин)

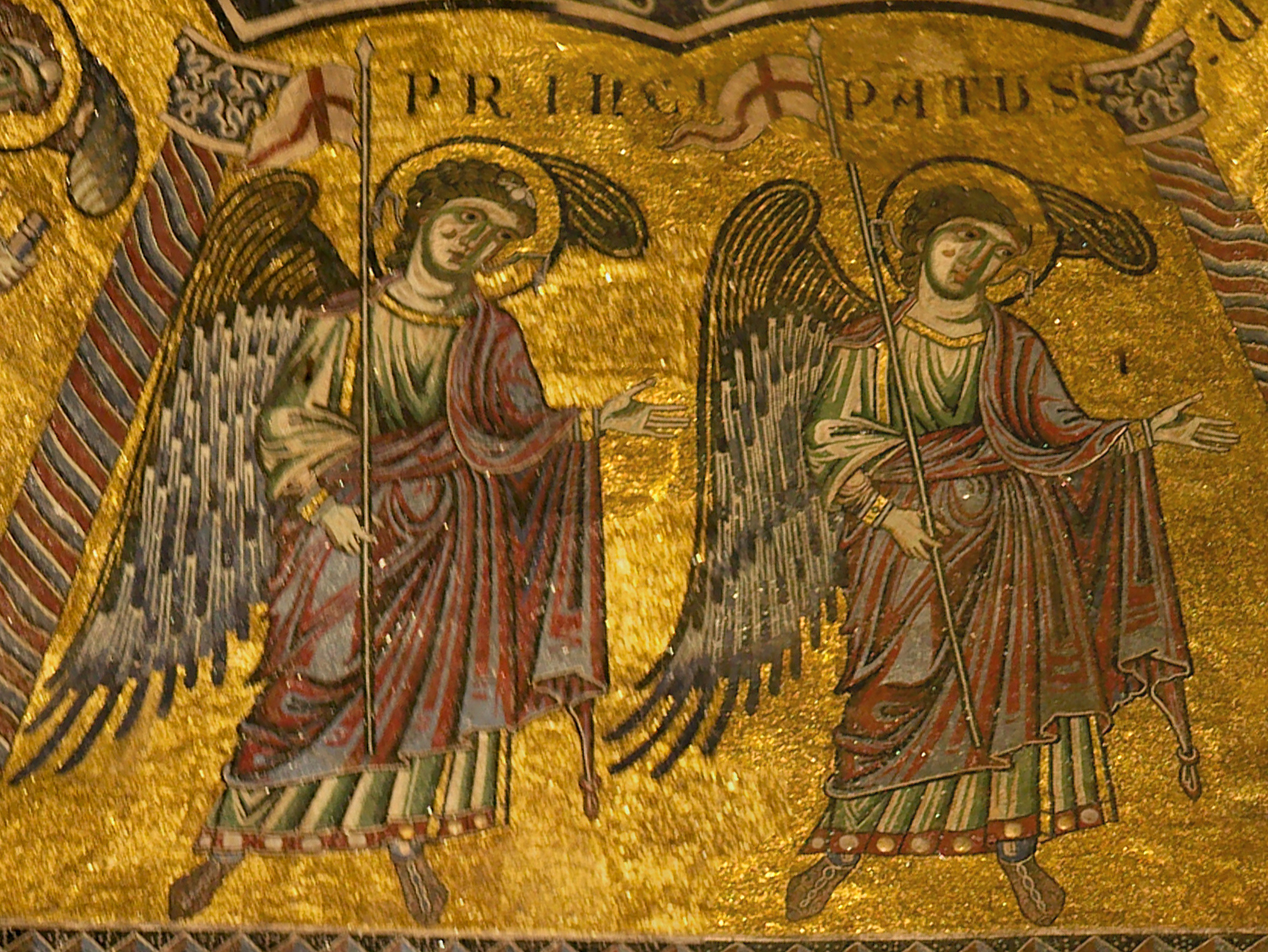
Ангелы-начала; мозаика XIII века, Флорентийский баптистерий

Нача́ла (начальства; князья мира; лат. principatūs; архаи; архонты; архетипы; др.-греч. ἀρχαι; archai) — описываемые в многочисленных религиях и эзотеризме высшие существа; обитатели высших областей духовного, невидимого нам мира; возглавляют третью ступень (иерархию, триаду, уровень) ангельской иерархии, где стоят вместе с архангелами и ангелами.
Согласно Дионисию Ареопагиту, их имя означает Богоподобную способность начальствовать и управлять сообразно священному порядку, всецело обращаться к Богу и других, как свойственно Начальству, к Нему руководствовать, отпечатлевать в себе, сколько возможно, образ Начала, способность выражать премирное начальство Бога в благоустроении начальствующих Сил. 

## Упоминания в Библии
Новый Завет:
- Послание к Римлянам: «Ибо я уверен, что ни смерть, ни жизнь, ни Ангелы, ни Начала, ни Силы, ни настоящее, ни будущее, ни высота, ни глубина, ни другая какая тварь не может отлучить нас от любви Божией во Христе Иисусе, Господе нашем.» (Рим. 8:38, 39);
- Послание к Ефесянам: «… воскресив Его из мертвых и посадив одесную Себя на небесах, превыше всякого Начальства, и Власти, и Силы, и Господства, и всякого имени, именуемого не только в сем веке, но и в будущем» (Еф. 1:21);
- Послание к Колоссянам: «ибо Им создано все, что на небесах и что на земле, видимое и невидимое: престолы ли, господства ли, начальства ли, власти ли, — все Им и для Него создано;и Он есть прежде всего, и все Им стоит.» (Кол. 1:16, 17).

## Эзотерика
Эволюция ангелов-начал, а также их отношения с человечеством были подробно разработаны немецким философом и ясновидящим Рудольфом Штейнером (1861—1925) в апреле 1909 года при прочтении 10 лекций на тему «Духовные Иерархии и их отражение в физическом мире».
Согласно Штейнеру, духи личности Начала, как и все существа мироздания, являются частью вселенского эволюционного процесса; свой человеческий период развития они прошли на древнем Сатурне, где по своей внутренней жизни и природе они ещё не были высшими существами, но переживали период становления и превращения в посланцев богов. В эпоху Сатурна они ещё не занимали своё нынешнее положение (№ 7) в третьей сфере высшей небесной (ангельской) иерархии, но были тремя ступенями ниже.